# Joseph-Antoine Bell
Joseph-Antoine Bell (Mouandé, 1954. október 8. –) kameruni válogatott labdarúgókapus.

## Pályafutása

### Klubcsapatban
1975 és 1981 között az Union Douala játékosa volt, mellyel két bajnoki címet, illetve bajnokcsapatok Afrika kupáját (1979) és kupagyőztesek Afrika-kupáját (1981) nyert. 1981 és 1983 között az elefántcsontparti Africa Sports csapatában játszott és két elefántcsontparti bajnoki címet szerzett. 1983 és 1985 között az egyiptomi Al Mokawloon kapuját védte, melynek tagjaként 1983-ban megnyerte az egyiptomi bajnokságot és a bajnokcsapatok Afrika-kupáját. 1985 és 1994 között Franciaországban játszott, az Olympique Marseille, a Toulon, a Girondins Bordeaux és a Saint-Étienne együttesében.

### A válogatottban
1977 és 1994 között 52 alkalommal szerepelt a kameruni válogatottban. Részt vett az 1982-es, az 1990-es és az 1994-es világbajnokságon, illetve a Los Angeles-i 1984. évi nyári olimpiai játékokon és az 1992-es Afrikai nemzetek kupáján. Tagja volt az 1984-ben és 1988-ban Afrikai nemzetek kupáját nyerő válogatottak keretének is.

## Sikerei, díjai
Union Douala
- Kameruni bajnok (2): 1975–76, 1977–78
- Bajnokcsapatok Afrika-kupája (1): 1979
- Kupagyőztesek Afrika-kupája (1): 1981

Africa Sports
- Elefántcsontparti bajnok (2): 1982, 1983

Al Mokawloon
- Egyiptomi bajnok (1): 1982–83
- Kupagyőztesek Afrika-kupája (1): 1983

Kamerun
- Afrikai nemzetek kupája (2): 1984, 1988